# Marcialonga 2016
Marcialonga 2016 var den 43:e upplagan av Marcialonga. Loppet arrangerades 31 januari 2016.

## Resultat

### Herrar
| Nr | Skidåkare                    | Tid       | Diff     |
| -- | ---------------------------- | --------- | -------- |
| 1  | Norge Tord Asle Gjerdalen    | 2:49.49,1 | + 0.00,0 |
| 2  | Norge Petter Eliassen        | 2:49.54.4 | + 0.05,3 |
| 3  | Norge Stian Hoelgaard        | 2:49.54,5 | + 0.05,4 |
| 4  | Norge Tore Bjørseth Berdal   | 2:49.56,1 | + 0.07,0 |
| 5  | Norge Anders Aukland         | 2:50.11,5 | + 0.22,4 |
| 6  | Sverige Daniel Richardsson   | 2:50.13,3 | + 0.24,2 |
| 7  | Norge Christoffer Callesen   | 2:50.15,3 | + 0.26,2 |
| 8  | Norge Morten Eide Pedersen   | 2:50.16,4 | + 0.27,3 |
| 9  | Sverige Fredrik Byström      | 2:50.32,7 | + 0.43,6 |
| 10 | Norge Andreas Nygaard        | 2:50.49,7 | + 1.00,6 |
| 11 | Sverige Jörgen Brink         | 2:50.51,3 | + 1.02,2 |
| 12 | Sverige Jerry Ahrlin         | 2:50.52,0 | + 1.02,9 |
| 13 | Norge Anders Mølmen Høst     | 2:50.52,6 | + 1.03,5 |
| 14 | Norge Kjetil Hagtvedt Dammen | 2:51.06,5 | + 1.17,4 |
| 15 | Schweiz Toni Livers          | 2:51.07,9 | + 1.18,8 |

### Damer
| Nr | Skidåkare                        | Tid       | Diff      |
| -- | -------------------------------- | --------- | --------- |
| 1  | Sverige Britta Johansson Norgren | 3:13.50,7 | + 0.00,0  |
| 2  | Österrike Katerina Smutna        | 3:13.52.1 | + 0.01,4  |
| 3  | Schweiz Seraina Boner            | 3:17.26,1 | + 3.35,4  |
| 4  | Sverige Sara Lindborg            | 3:20.47,8 | + 6.57,1  |
| 5  | Sverige Emilia Lindstedt         | 3:20.50,2 | + 6.59,5  |
| 6  | Polen Justyna Kowalczyk          | 3:21.33,2 | + 7.42,5  |
| 7  | Norge Astrid Øyre Slind          | 3:23.14,3 | + 9.23,6  |
| 8  | Japan Masako Ishida              | 3:24.25,4 | + 10.34,7 |
| 9  | Sverige Annika Löfström          | 3:25.24,7 | + 11.34,0 |
| 10 | Frankrike Aurélie Dabudyk        | 3:28.11,7 | + 14.21,0 |
| 11 | Tjeckien Adela Boudikova         | 3:28.34,2 | + 14.43,5 |
| 12 | Sverige Kristina Roberto         | 3:31.48,5 | + 17.57,8 |
| 13 | Tjeckien Klara Moravcova         | 3:32.20,4 | + 18.29,7 |
| 14 | Ukraina Valentyna Sjevtsjenko    | 3:34.13,9 | + 20.23,2 |
| 15 | Sverige Nina Lintzen             | 3:35.48,2 | + 21.57,5 |